# Kickboxer
Kickboxer – amerykański film sztuk walki z 1989 roku w reżyserii Marka DiSalle’a i Davida Wortha, z Jean-Claude Van Dammem obsadzonym w roli głównej. Film doczekał się serii kontynuacji realizowanych w latach 1991–1995, nie powtórzyły one jednak sukcesu pierwowzoru.

## Fabuła
Mistrz świata w kickboxingu, Amerykanin Eric Sloane, przybywa do Tajlandii, by stoczyć walkę z Tong Po, najlepszym zawodnikiem w kraju. Eric jest niezwykle pewny siebie, ale jego młodszy brat Kurt zaczyna się niepokoić, gdy widzi, jak Tong Po kopie betonowy filar w ramach przygotowań do walki. Błaga Erica, aby nie walczył, ale ten odrzuca wszelkie obawy. W wyniku serii okrutnych ciosów od Tong Po, Eric zostaje sparaliżowany do końca życia. Kurt, który w przyszłości miał zamiar pójść w ślady brata, decyduje się go pomścić. Winston Taylor, emerytowany żołnierz US Army Special Forces, który zawiózł Sloane’ów do szpitala, odradza mu to mówiąc, atak na Tong Po poza ringiem równa się śmierci z rąk jego menedżera – rekietera Freddy’ego Li.
Wobec tego Kurt szuka wszędzie szkół muay thai, ale jest odprawiany z kwitkiem gdy mówi, że chce się zmierzyć z Tong Po na ringu. Taylor proponuje mu trening u niejakiego Xiana, starego mistrza sztuk walki żyjącego na wsi. Xian początkowo się sprzeciwia, twierdząc że Amerykanie są zbyt dumni i to ich gubi. Widząc upór Kurta Xian zgadza się na trening. Kurt udaje się do sklepu spożywczego Mylee, siostrzenicy Xiana. Mylee mówi mu, że Tong Po bezlitośnie rządzi prowincją w imieniu Li. Kurt przepędza jego zbirów wymuszających haracz od Mylee.
Kurt przystępuje do ciężkich treningów z Xianem. Po morderczym treningu, Kurt jest gotowy by stanąć naprzeciwko oprawcy swego brata. Podczas przerwy ćwiczeniach, Xian i Kurt idą do baru. Podpity Kurt bije kilku zbirów Li w bójce zaaranżowanej przez Xiana, który przekonuje Li do zorganizowania wstępnego meczu między Kurtem a innym zawodnikiem. Walkę wygrywa Kurt. Eric zostaje wypisany ze szpitala i gości u Xiana świętując z resztą sukces Kurta. Eric odradza jednak Kurtowi, nie chcąc by Tong Po i jego okaleczył. Posłaniec Li przekazuje wieść, że Tong Po i Kurt mają walczyć w starym stylu charakteryzującym się użyciem konopnych rękawic pokrytych żywicą i tłuczonym szkłem, przez co są śmiercionośną bronią.
Freddy Li pożycza milion dolarów od tajlandzkiego gangstera – Tao Liu, aby postawić na Tong Po w ustawionym meczu. Kilka dni przed meczem Tong Po bije i gwałci Mylee, podczas gdy Eric zostaje porwany przez zbirów Li, a wilczur Xiana – Kiki dźgnięty nożem. Gdy Taylor zabiera Kikiego do miasta na leczenie, Mylee wyznaje mu o gwałcie i wyjawia, że nic nie powiedziała Kurtowi, gdyż chce by jego umysł był czysty przed walką z Tong Po. Mecz odbywa się w starym grobowcu, gdzie Freddy Li szantażuje Kurta, by przegrał walkę, inaczej jego brat zginie.
Tuż przed walką Kurt zauważa nieobecność Xiana przy uleczonym Kikim. Nie wie, że Xian poszukuje Erica i po jego odnalezieniu staje do walki z jego porywaczami. W ostatniej chwili pomaga mu Taylor, który chce postawić się Li. W walce prowadzi Tong Po, który przyznaje się do gwałtu na Mylee. Widząc Erica całego i zdrowego, zmotywowany Kurt przejmuje prowadzenie w walce. W ostatniej rundzie Tong Po zostaje ostatecznie pokonany. Kurt także nokautuje kopniakiem Li, zszokowanego przegraną. Eric i reszta przyjaciół świętuje zwycięstwo brata.

## Obsada[3][4][5]
- Jean-Claude Van Damme – Kurt Sloane
- Dennis Alexio – Eric Sloane
- Dennis Chan – Xian Chow
- Rochelle Ashana – Mylee
- Haskell Anderson – Winston Taylor
- Michel Qissi – Tong Po
- Ka Ting Lee – Freddy Li
- Jim Cummings – Freddy Li (głos)
- Richard Foo – Tao Liu
- Ricky Liu – Big Thai Man
- Priwan Sriharajmontri – oponent Kurta
- Ong Soo Han – oponent Tong Po
- Andy Lee – lekarz
- Africa Chu – posłaniec
- Montri Vongbutr – starożytny wojownik #1
- Amnart Komolthorn – starożytny wojownik #2